# Pirri
José Martínez Sánchez (Ceuta, 11 de março de 1945), conhecido por Pirri, é um ex-futebolista espanhol, que atuou em mais de 500 partidas pelo Real Madrid nas décadas de 60 e 70 e defendeu a seleção espanhola em duas copas do mundo. Atuava como líbero.

## Carreira

### Ceuta
Foi no Club Atlético de Ceuta onde ele começou a jogar, em 1964, antes de ingressar no Real Madrid, onde dedicou dezesseis anos de sua carreira.

### Real Madrid
Fez parte do chamado "Time Yé-yé", que contava também com Francisco Gento, Alfredo di Stéfano, José Araquistáin, Pachín, Pedro de Felipe, Manuel Sánchez, Ignacio Zoco, Francisco Serena, Amancio Amaro, Ramón Grosso e Manuel Velázquez.
Após dezesseis anos nos Merengues, Pirri deixou o clube em 1980 para disputar algumas partidas pelo clube mexicano Puebla, onde encerrou sua trajetória futebolística em 1982, para se concentrar nos estudos, sendo diplomado em medicina.

## Seleção Espanhola
Pirri estreou na Seleção Espanhola em 1964, pela qual disputou a Copa de 1966, onde a Fúria caiu na primeira fase.
Mesmo com a Espanha eliminada nas Eliminatórias da Copa de 1970, Pirri não deixou a equipe, e, mesmo com 33 anos de idade, foi convocado para o Mundial de 1978, na Argentina. Novamente, a Espanha ficou fora da primeira fase, ficando apenas um ponto atrás do Brasil.
Após o torneio, Pirri anunciou o seu adeus à carreira internacional, após 14 anos envergando a camisa da Fúria. Foram, ao todo, 45 partidas e 16 gols.